# Карлос Орландо Кабальєро
Карлос Орландо Кабальєро (ісп. Carlos Orlando Caballero, нар. 5 грудня 1958) — гондураський футболіст, що грав на позиції нападника.
Виступав, зокрема, за клуби «Реал Еспанья» та «Марафон», а також національну збірну Гондурасу.

## Клубна кар'єра
У дорослому футболі дебютував 1978 року виступами за команду «Віда», в якій провів два сезони. Своєю грою за цю команду привернув увагу представників тренерського штабу клубу «Реал Еспанья», до складу якого приєднався 1980 року. Відіграв за клуб із Сан-Педро-Сула наступні одинадцять сезонів своєї ігрової кар'єри і тричі виграв з командою чемпіонат Гондурасу.
Протягом 1991—1992 років захищав кольори клубу «Марафон», а завершив кар'єру футболіста виступами за команду «Реал Мая» у 1993 році.

## Виступи за збірну
1981 року дебютував в офіційних матчах у складі національної збірної Гондурасу.
У складі збірної був учасником чемпіонату світу 1982 року в Іспанії, де зіграв в одному матчі проти Іспанії (1:1), а команда не подолала груповий етап.

## Досягнення
- Чемпіон Гондурасу (3): 1980, 1988, 1990/91
- Переможець Чемпіонату націй КОНКАКАФ: 1981
- Срібний призер Чемпіонату націй КОНКАКАФ: 1985